# Abdelfattah Boussetta
Abdelfattah Boussetta (arabe : عبد الفتاح بوستة), né le 25 janvier 1947 à Ksar Hellal, est un sculpteur et peintre tunisien.
Il a organisé de nombreuses expositions et réalisé de nombreux monuments en Tunisie dont le Monument national de la Kasbah à Tunis.

## Biographie

### Enfance et famille
Abdelfattah Boussetta naît le 25 janvier 1947 à Ksar Hellal dans le gouvernorat de Monastir. Dans les années 1950, il passe la majeure partie de son enfance dans la nature et commence à découvrir son talent tout en réalisant des œuvres d'art à partir de matériaux naturels. À cette époque, il est également membre du mouvement scout, ce qui l'aide à obtenir plus d'inspiration.

### Formation

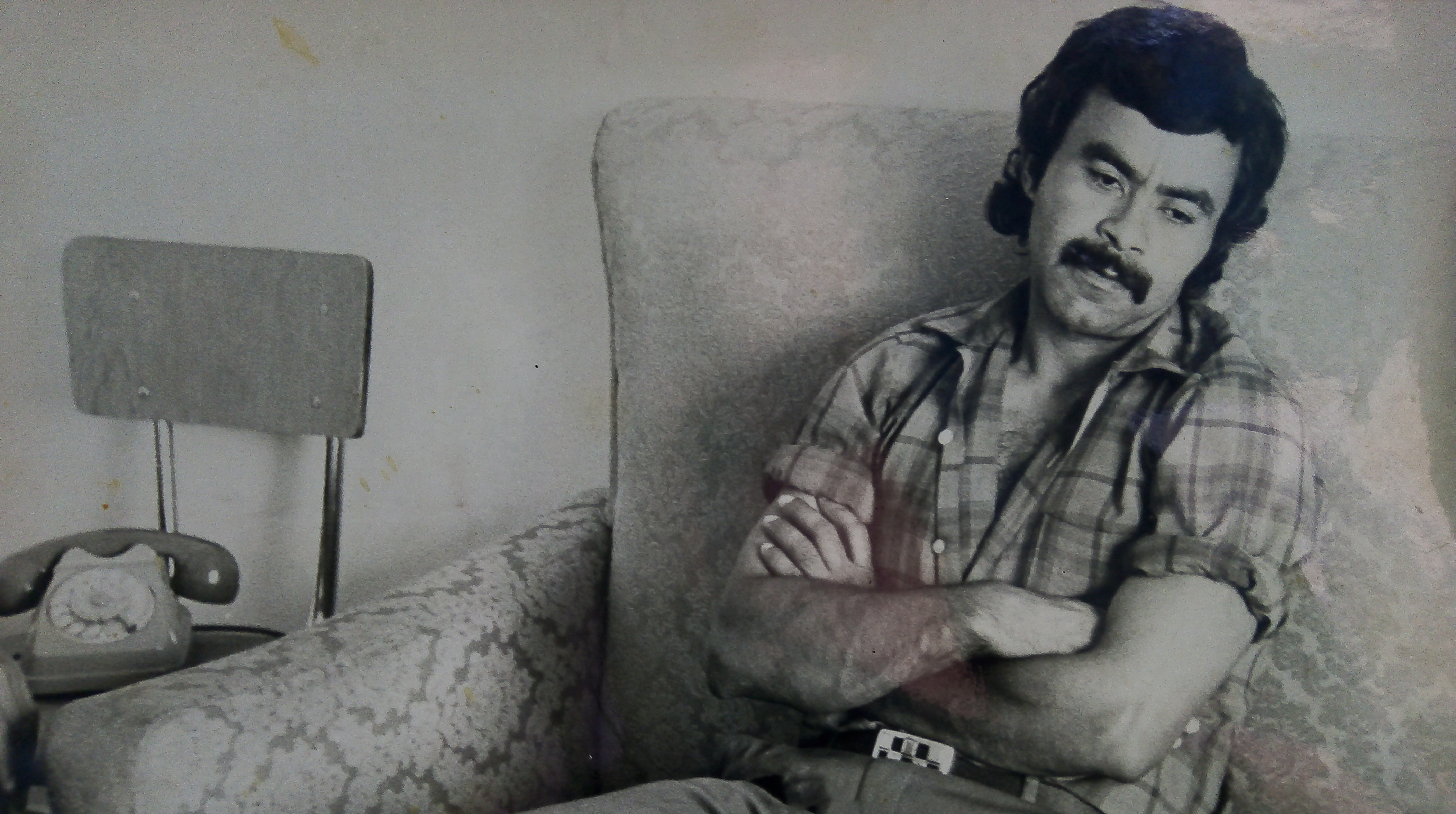
Abdelfattah Boussetta en 1973 à Carrare en Italie.

Abdelfattah Boussetta effectue ses études primaires et secondaires à Ksar Hellal, puis se rend à Tunis pour terminer ses études. Il intègre l'École des beaux-arts de Tunis en 1965 et en sort diplômé en 1971,.
En 1972, il part pour Carrare (connue pour son marbre) en Italie pour effectuer des études de troisième cycle (sculpture et histoire de l'art) à l'Académie des beaux-arts de Carrare ; il y obtient son diplôme en sculpture avec mention très bien en 1976,.

### Carrière
Abdelfattah Boussetta représente l'École des beaux-arts de Tunis et l'Académie des beaux-arts de Carrare à la Foire internationale de Bari qui est inaugurée en 1974 par le président du Conseil italien, Aldo Moro, avant de revenir à Tunis en 1976.
Dans les années 1970, il est membre de la troupe municipal de théâtre de Tunis, dont il est le superviseur de la décoration au Théâtre municipal de Tunis,. En outre, il réalise une partie de la décoration pour une émission de télévision animée par Néjib Khattab.
Boussetta passe la majeure partie de sa carrière à Tunis, collaborant avec plusieurs artistes comme Zoubeir Turki et certains de ses collègues de l'École des beaux-arts de Tunis comme Raouf Gara et M'hamed Mtimet.

#### Sculpture

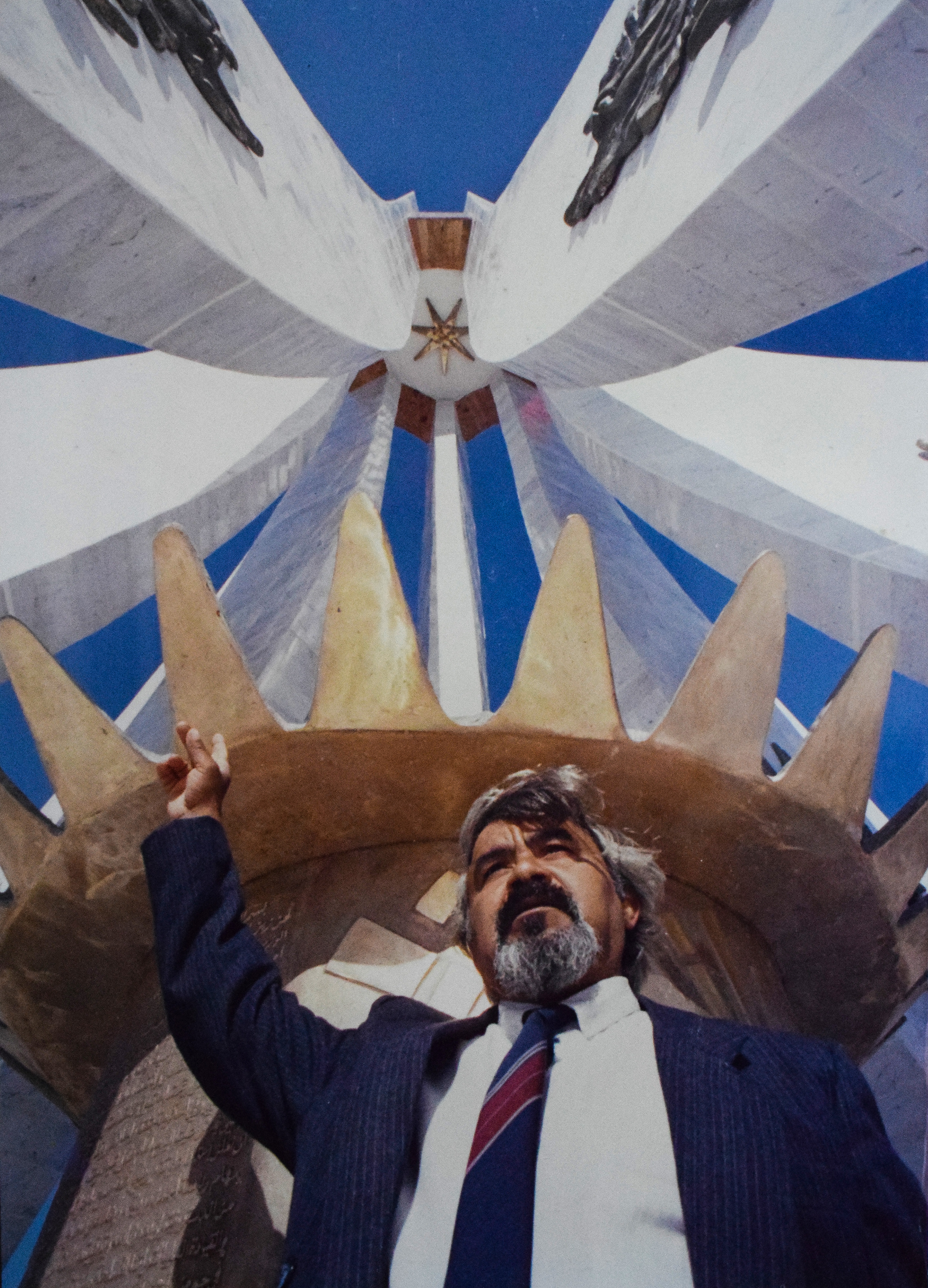
Abdelfattah Boussetta sous le Monument national de la Kasbah en 1989.

Abdelfattah Boussetta devient rapidement un porte-drapeau de la sculpture en Tunisie à partir des années 1980. Il réalise de nombreux monuments et sculptures dans plusieurs gouvernorats, l'une de ses œuvres les plus célèbres étant le Monument national de la Kasbah sur la place de la Kasbah à Tunis, celle-ci figurant notamment en image de fond sur les cartes d'identité tunisiennes.
Boussetta est influencé par Michel-Ange à travers la façon dont il exprime la caractéristique du visage et les mouvements d'anatomie dans l'art fuguratif et contemporain, ce qui est visible dans son bas-relief des martyrs de 1952 à Hammamet, l'artiste y évoquant cette bataille de la lutte pour l'indépendance. Il se distingue aussi par son style et son intégration de l'architecture et de la géométrie dans plusieurs de ses monuments. Connu par ses œuvres, qu'elles soient figuratives ou semi-abstraites, la caractéristique la plus importante est qu'il donne une empreinte à l'œuvre et adopte des symboles et des éléments inspirés de la réalité comme référence pour chaque ville. Dans son Monument de l'évolution du textile, il s'appuie sur le textile et l'industrie comme symboles pour sa ville natale de Ksar Hellal. Pour le Monument des martyrs sur la place du 5-Septembre 1934 à Moknine, il adopte un flambeau en forme de numéro cinq pour évoquer un incendie, la base pyramidale symbolisant la force des martyrs de la lutte pour l'indépendance. Boussetta est par ailleurs réputé pour utiliser différents matériaux dans ses œuvres, comme le marbre, le bronze et le cuivre.
Il a influencé et laissé son empreinte sur le domaine de l'architecture et de l'urbanisme en Tunisie, surtout dans la région du Sahel,.

#### Peinture
Abdelfattah Boussetta est connu par son style et son éloignement des méthodes classiques. Il est aussi influencé par l'originalité et l'improvisation de Vincent van Gogh, connu par sa diversité et sa combinaison de messages dans ses œuvres d'art qui s'inspirent de la réalité.
Il organise de nombreuses expositions d'arts plastiques dès les années 1980, couvrant divers styles tels que la peinture semi-abstraite, le cubisme et le dessin figuratif,. D'autre part, Boussetta utilise habituellement la peinture comme point de départ pour ses sculptures, comme pour sa fresque murale dans le centre de Ksar Hellal, où l'artiste évoque une histoire industrielle à travers un travail figuratif, dans lequel les formes noires se multiplient comme une ombre de l'histoire, pour mettre en valeur le monde des artisans traditionnels,,.

#### Autres
Il est membre de l'Union des artistes plasticiens tunisiens, et président-fondateur de l'Association des arts plastiques de Ksar Hellal.
En 2019, il est honoré au Festival international des arts plastiques à Monastir,.

### Vie privée
Abdelfattah Boussetta est marié.

## Principales œuvres
| Année | Image | Nom                                            | Lieu                                |
| ----- | ----- | ---------------------------------------------- | ----------------------------------- |
| 1983  |       | Bas-relief des martyrs de 1952                 | Hammamet (centre-ville)             |
| 1989  |       | Monument national de la Kasbah                 | Tunis (place de la Kasbah)          |
| 1991  |       | Médaille sculpturale d'Abou el Kacem Chebbi    | Tozeur                              |
| 1993  |       | Épi de blé (agriculture)                       | Siliana (entrée de la ville)        |
| 1993  |       | Symbole régional (industrie de l'alfa)         | Kasserine                           |
| 1995  |       | Fresque murale (métiers de l'artisanat)        | Ksar Hellal (centre-ville)          |
| 1995  |       | Symbole de la liberté                          | Ouled Chamekh                       |
| 1996  |       | Monument traditionnel artistique               | Moknine (entrée de la ville)        |
| 1997  |       | Monument de l'évolution du textile             | Ksar Hellal                         |
| 1999  |       | Monument des martyrs                           | Moknine (place du 5-Septembre 1934) |
| 2000  |       | Composition historique                         | Lamta                               |
| 2003  |       | Olivier stylisé comprenant un chapiteau romain | Bou Merdes                          |
|       |       |                                                | Parc Ennahli (entrée)               |
|       |       | Calligraphie artistique                        | Monastir (Falaz)                    |
|       |       | Calligraphie artistique                        | Zaghouan (Maabed Al Miyah)          |

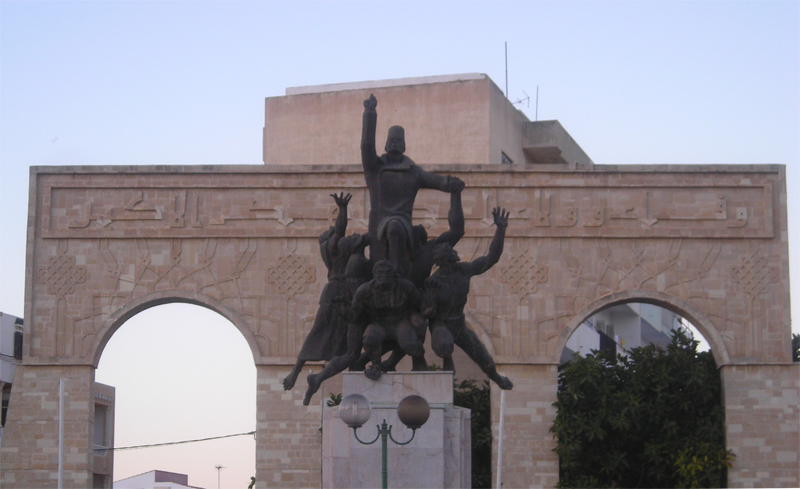
Statue de Habib Bourguiba à Ksar Hellal.

En 1983, Abdelfattah Boussetta est l'un des trois assistants participant à la création de la statue de Habib Bourguiba à Ksar Hellal, réalisée par le sculpteur Zoubeir Turki,.
Abdelfattah Boussetta réalise de nombreuses sculptures non mentionnées ainsi que d'autres œuvres d'art (peinture).

## Distinctions
- 1991 : Troisième classe de la médaille culturelle[13].